# Урус-Мартан
У́рус-Марта́н (чечен. Мартантӏе, Хьалха-Марта) — город на Чеченской равнине. Административный центр Урус-Мартановского района Чеченской Республики. Образует Урус-Мартановское городское поселение.

## География
Город расположен по обоим берегам реки Мартан (бассейн Терека), в 18 км к юго-западу от Грозного (по прямой). На территории города, к югу от его центра, в реку Мартан впадает река Танги. Вдоль западной окраины города протекает река Рошня, которая впадает в реку Мартан к северу от города.

## История

### В древности
При раскопках 1888 года председателем археологической комиссии Бобринским А. А. был обнаружен бронзовый столбик в виде орла, с длинным, слабо выгнутым клювом. Памятники такого типа относятся учёными к VI—V векам до н. э..
К бронзовому веку в Урус-Мартане относятся две группы курганов Ани-Ирзо и Бойси-Ирзо, которые исследовались Г. А. Вертеповым. В раскопках, которые проводились в 1900—1901 годах, исследователь обнаружил материалы IV—VI веков до н. э. Материал кобанской культуры из Бойси-Ирзо хранится в московском Государственном историческом музее.
В 2-х километрах к югу от города в 1949 году М. П. Севостьяновым было обнаружено Урус-Мартановское раннесредневековое поселение.

### До присоединения к России
Аул был основан в 1708 году выходцами из разных чеченских тайпов путём разрастания и объединения нескольких сел в среднем течении реки Мартан.
Автор труда «Топонимия Чечено-Ингушетии» чеченский краевед Ахмад Сулейманов считает, что слово «марта» переводится как обильное. Кроме того, у чеченцев есть собственное мужское имя «Мартанакъ», образованное сочетанием слов «Март-на(х)-къ(онах)», переводимое как «щедрый-люди-мужчина» или «мужчина из щедрых людей». Встречаются в разговорной речи чеченцев и такие выражения, как «Мангалхойн марта» («Обед косарей»), «Пхьор-марта» («Ужин» и т. д.).
По мнению историка Ю. Эльмурзаева, уже с конца XVIII века он превратился в крупный политический и ремесленный центр Чечни.
3 мая 1820 года в 10 километрах к северу от села, на реке Сунже, при впадении в неё реки Мартан, войска Российской империи заложили редут Усть-Мартановский, просуществовавший несколько месяцев.
В первой половине XIX века село несколько раз подвергалось уничтожению со стороны царских войск. Так, 1-5 февраля 1822 года Урус-Мартан и соседний аул Гойты были истреблены русским отрядом под командованием полковника Грекова. У аулов были взяты аманаты. В январе 1825 года Греков снова разорил аулы Гойты, Урус-Мартан, Гехи. В течение января-февраля 1826 года в ходе экспедиции под командованием генерала Ермолова были уничтожены аулы по р. Аргун, Мартан (в том числе Урус-Мартан), Гехи. В августе 1832 года 10-тысячный русский отряд под командованием генерала барона Розена уничтожил аулы по берегам рек Мартан (в том числе Урус-Мартан), Гойты, Аргун, Басе. В январе 1837 года экспедиция под командованием генерал-майора Фези при участии 8 сотен ингушской и осетинской милиции прошла по аулам Малой Чечни, уничтожив по пути и Урус-Мартан: «При обратном следовании сожжено более 1000 сакель по Мартановскому ущелью и несколько сот по Тенгинскому. На другой день докончилось истребление оставшихся ещё сакель, запасов хлеба и фуража…». С 7 по 10 июля 1840 года отряд генерала Галафеева разорил аулы плоскостной Чечни по направлению: Старые Атаги — Чахкери — Гойты — Урус-Мартан — Гехи. В составе этого отряда находился поручик М. Ю. Лермонтов.
До 1840 года Урус-Мартан играл менее важную роль в общественно-политической жизни Чечни, чем более крупные и намного ранее основанные соседние аулы Гехи, Старые Атаги, Алды, Чечен-Аул. В начале 1840 года старшина (выборный глава села) Урус-Мартана Исса Гендаргеноевский принял у себя Ахверды Магому — сподвижника имама Дагестана Шамиля, который, после тяжёлого поражения в Ахульго летом 1839 года, с несколькими приближёнными и членами свой семьи скрывался в горах Чечни. 7 марта 1840 года в Урус-Мартане прошёл съезд чеченского народа, на котором Шамиль был провозглашён имамом Чечни и Дагестана.

### В царской России
По указанию кавказского наместника Воронцова в центре Урус-Мартана была заложена 3 августа 1848 года русская крепость, которая просуществовала несколько лет. Летом 1840 года при движении из Урус-Мартана цесаревича Александра Николаевича в 9 км от него завязался воспетый Лермонтовым бой при Валерике, за который цесаревич удостоился ордена Св. Георгия 4-й степени. В 1860-е годы в Урус-Мартане появился один из крупнейших в Чечне хлебных рынков. 
В 1881 году 12 чеченских плоскостных селений Грозненского округа, группировавшихся вокруг Урус-Мартана, вышли с ходатайством об открытии сельскохозяйственной школы с преподаванием на русском языке. Вторично с подобным ходатайством представители этих же чеченских селений вышли в 1895 году. Выдвинувшие это ходатайство сельские общества обязались при этом построить своими силами здание школы, рассчитанное на 160 учащихся, дома для учителей, мастерские, выделить из общественного земельного фонда Урус-Мартана 400 десятин пахотной земли и построить на ней школьный хутор со всеми необходимыми хозяйственными постройками, инвентарём, рабочим скотом и т. д. Кроме того, общества обязывались обеспечить школу всем необходимым учебным инвентарём и путём добровольного дополнительного обложения ежегодно собирать для содержания школы 5600 рублей. Однако, этих средств было недостаточно для содержания школы, и в ходатайстве содержалась просьба о выделении из казны ежегодной субсидии 3500 рублей. Ходатайство было отклонено.
В начале XX века в селе насчитывалось 35 торговых заведений, 45 водяных мельниц, 6 хлебопекарен, 20 кирпично-черепичных и 15 лесопильных заводов.
Урус-Мартан, как и многие другие чеченские селения, делится на кварталы («йукъ») на основе проживания тайпов (гендаргнойн-йукъ, бенойн-йукъ, чинхойн-йукъ, пешхойн-йукъ и т. д.). До Октябрьской революции тайповые кварталы заменяли названия улиц, так что на конвертах писем указывали село, квартал и фамилию адресата. И в настоящее время сохраняется тайповый принцип расселения.

### Во времена СССР
15 января 1918 года в Урус-Мартане открылся национальный съезд. Чеченский нефтепромышленник, офицер и общественный деятель Абдул-Межид Орцуевич Чермоев, летом и осенью 1917 года проводивший политику сближения с казачеством, был освистан участниками съезда и оттеснён чеченскими радикалами на второй план. Главой нового состава Чеченского Национального Совета был вновь утверждён авторитетный адвокат, бывший подполковник имперской армии и социал-демократ Ахметхан Мутушев (1884—1943). Влияние духовенства на Совет значительно усилилось. Влиятельная группировка шейхов (Билу-Хаджи Гайтаев и Солса-Хаджи Яндаров из Урус-Мартана, Сугаип-мулла Гайсумов из Шали, Али Митаев из Автуров, Абдул-Вагап-Хаджи Аксайский, Юсуп-Хаджи Кошкельдинский и др.) требовали введения в Чечне теократической формы правления, при которой верховная власть должна была принадлежать Совету высших духовных лиц — улемов. Их открыто поддержала наиболее консервативно настроенная часть светских деятелей во главе с Ибрагимом Чуликовым. Влияние духовенства было настолько сильным, что новый Чеченский Национальный Совет стал называться на «исламский» лад — меджлисом.
В 1920 году в селе был организован первый комсомольский кружок.
15 января 1923 году в Урус-Мартане был проведён съезд чеченского народа, на котором было провозглашено создание Чеченской автономной области. Съезд посетила делегация из Москвы во главе с Председателем Президиума ЦИК СССР М. Калининым.
25 августа 1925 года в Чечне началась операция по «разоружению населения и изъятию порочного и бандитского элемента», которая завершилась 12 сентября. Всего к участию в ней были привлечены около семи тысяч красноармейцев при 240 пулемётах и 24 орудиях. Кроме того, в распоряжении командующего операцией находилось два авиационных отряда и бронепоезд. В тактическом отношении войска, а также оперативные группы ГПУ, были разбиты на семь группировок, действовавших в заранее обозначенных районах. Специально для участия в операции был сформирован и Первый революционный боевой отряд Чеченской Области под командованием Джу Акаева. В ходе операции Урус-Мартан подвергался артобстрелу и авиаударам трое суток. Властям сдались шейхи Солса-хаджи Яндаров (основатель одного из вирдов накшбандийского суфистского тариката) и кадий Урус-Мартана Билу-Хаджи Гайтаев. Яндаров вскоре был отпущен властями, а Гайтаев — расстрелян.
В 1944 году после депортации чеченцев и ингушей и ликвидации Чечено-Ингушской АССР село было переименовано в Красноармейское. После восстановления Чечено-Ингушской АССР указом Президиума Верховного Совета РСФСР от 10 апреля 1957 года ему было возвращено прежнее название.
В 1990 году Урус-Мартану был присвоен статус города.

### Первая чеченская война
В июле-августе 1994 года оппозиционная президенту непризнанной Чеченской Республики Ичкерия Д. М. Дудаеву группа бывшего мэра Грозного Бислана Гантамирова, являвшегося командующим войсками пророссийского Временного Совета Чеченской Республики (ВС ЧР), установила контроль над Урус-Мартаном и большей частью Урус-Мартановского района, упразднив сформированную Дудаевым префектуру (районное исполнительное управление президента) района. Новую администрацию Урус-Мартановского района возглавил Юсуп Эльмурзаев. Осенью 1994 года на митинге сторонников Верховного совета Чечни в Урус-Мартане выступил директор ФСК РФ С. Степашин. В течение лета и осени 1994 года дудаевские вооружённые формирования совершили несколько нападений (одно из них — с использованием танков и артиллерии) на оппозиционные отряды, расположенные в Урус-Мартане и в его окрестностях. Гантамировцы, в свою очередь, захватили ичкерийский блок-пост на южной окраине Грозного и предприняли, при поддержке российских танков и вертолётов, два неудачных штурма чеченской столицы (15 октября и 26 ноября 1994 года).
С началом первой чеченской войны Урус-Мартан был объявлен федеральной властью подконтрольным России и «зоной, свободной от боевых действий». Большая часть жителей города оставались до конца первой чеченской войны противниками ичкерийских боевиков. Основу пророссийских административных и правоохранительных органов, сформированных в 1995—1996 годах в Чеченской Республике, составляли именно урус-мартановцы. В самом Урус-Мартане были созданы добровольные вооружённые отряды самообороны, осуществлявшие ночное патрулирование на улицах города и оказывавшие содействие местному райотделу милиции.
15 декабря 1995 года дудаевские боевики (имевшие целью воспрепятствовать проведению выборов главы республики, изначально назначенных российскими властями на 17 декабря, но начатых специально на пять дней раньше — 12 декабря) захватили административные и общественные здания в центре города (военкомат, райпо, узел связи, интернат, новое здание администрации района и другие), а также недавно построенный через реку Мартан мост в южной части города. От моста боевики были оттеснены местными жителями в тот же день, (Организаторами были Абу Керимов,Юнади Исраилов). На следующий день толпа местных жителей ворвалась в военкомат и освободила его от боевиков. После этого толпа двинулась к зданию райпо (здание районной потребительской кооперации), которое было занято группой Руслана Гелаева, но была остановлена выстрелами в воздух. В это же время другая часть жителей города предприняла попытку освобождения нового здания администрации, но также была остановлена выстрелами в воздух, при этом от срикошетившей пули погиб один из урус-мартановцев. В последующие дни, местные жители перекрыли баррикадами все основные улицы города, были обесточены занятые здания, в результате чего передвижение автомобилей боевиков стало невозможным. Через неделю боевики вынуждены были уйти из города.
8 июня 1996 года неизвестными (предположительно, ичкерийскими боевиками) был обстрелян из автоматического оружия автомобиль главы администрации Урус-Мартановского района Юсупа Эльмурзаева, когда он выезжал из ворот своего дома. В результате нападения погибли сам глава и трое его охранников. Ответным огнём случайно оказавшегося свидетелем инцидента сотрудника местной милиции был смертельно ранен один из нападавших, труп которого впоследствии был обнаружен в ходе прочёсывания территории района. Погибший боевик оказался уроженцем села Алхан-Юрт Урус-Мартановского района.
29 января 1996 года на дороге Урус-Мартан — Алхан-Юрт чеченскими боевиками были захвачены два православных священника — настоятель храма Архистратига Михаила в Грозном отец Анатолий (Чистоусов) и сотрудник Отдела внешних церковных сношений Московской патриархии отец Сергий (Жигулин). Эти священники вели переговоры в Урус-Мартане с полевым командиром Ахмедом Закаевым об освобождении российского пленного военнослужащего. По информации российских СМИ, священники были похищены группой вооружённых лиц под непосредственным руководством известного полевого командира Доку Махаева, ранее присутствовавшего на переговорах в Урус-Мартане.
14 октября 1996 года Урус-Мартан был блокирован отрядом боевиков во главе с Русланом Гелаевым. После ночного столкновения боевиков с городской милицией 15 октября власть в Урус-Мартане перешла в руки сторонников правительства Ичкерии.
К середине 1997 года Урус-Мартан оказался под властью неподконтрольного Президенту ЧРИ А. А. Масхадову вооружённого формирования исламских радикалов — «Урус-Мартановского джамаата», руководили которым местные уроженцы братья Ахмадовы. Они сместили с должности избранную на выборах в начале года мэром города Зарган Мальсагову, а также кадия района. Братья Ахмадовы активно занимались похищением людей на территории Северо — Кавказского региона и всей РФ с целью получения выкупа. В городе и в его окрестностях были созданы базы боевиков. Вводилось шариатское судопроизводство, применялись телесные наказания за употребление спиртных напитков (40 ударов палками), осуществлялись попытки ввести ношение женщинами хиджабов в общественных местах (в частности, водителей автобусов и такси заставляли высаживать женщин, не надевших покрывающую все тело одежду). Летом 1999 года на центральной площади Урус-Мартана был впервые публично приведён в исполнение смертный приговор шариатского суда, который постановил расстрелять жителя соседнего села Гехи, убившего с целью ограбления пожилую женщину и её 16-летнюю внучку. Вторая публичная казнь состоялась уже после начала Контртеррористической операции — в ноябре 1999 года.

### Вторая чеченская война
19 октября 1999 года бомбардировщиками российской военной авиации были нанесены ракетно-бомбовые удары по жилым кварталам города Урус-Мартан. В результате бомбардировки 6 человек погибло, 16 — получило осколочные ранения различной тяжести, 20 домов разрушено до основания, 27 — получило повреждения различной степени.
28 октября 1999 года в Урус-Мартане ракетой переносного зенитного комплекса «Стрела-2», запущенной одним из боевиков с крыши районного Дворца Культуры, был сбит российский разведывательный самолёт Су-24МР, который выполнял облёт местности на малой высоте. Командир экипажа Константин Стукало погиб, штурман Сергей Смыслов успел катапультироваться и через несколько недель был освобождён федеральными войсками при содействии лояльных лиц из числа местного населения По другой версии, штурмана обменяли на захваченного ранее брата лидера исламских джамаатов Арби Бараева.
В последующие недели федеральные войска продолжали освобождать город. При приближении линии фронта, в конце ноября — начале декабря 1999 года формирования «Урус-мартановского джамаата» оставили город без боя, уйдя на юг, в горы. В начале декабря 1999 года в город зашли российские войска. В составе федеральных войск, занявших город, были и подразделения пророссийской чеченской милиции, сформированные Бисланом Гантамировым. В город стали возвращаться жители, бежавшие в октябре-ноябре в Ингушетию и в соседние села Гойты, Гойское, Гой-Чу, Мартан-Чу. Были созданы районные и городские административные органы из числа местных жителей. Начали работу школы и районная больница. Однако, реальная власть в городе и в районе долгое время принадлежала федеральным военным. Вплоть до 2005 года действовал комендантский час, город был окружён блок-постами федеральных подразделений (блок-пост на дороге в Мартан-Чу функционировал до февраля 2011 года.).
29 ноября 2001 года на центральной площади Урус-Мартана Айза Газуева подошла к коменданту Урус-Мартановского района генерал-майору Гейдару Гаджиеву, который в это время направлялся от здания районной администрации к зданию комендатуры (они находились на разных концах площади), окликнула его и тут же привела в действие взрывное устройство, закреплённое у неё на теле. В результате взрыва погибли сама Газуева, Гаджиев и двое охранявших его российских военнослужащих, ещё один был ранен. Её муж воевал на стороне боевиков в Грозном, согласно некоторым данным был убит собственноручно Гаджиевым, он также обвинялся в зверствах над местными.

## Население
В 1859 году в селе было 1500 домов, что позволяет считать данное село самым крупным в Чечне того времени (и одним из крупнейших для того времени населённых пунктов всего Северного Кавказа). 
| 1939    | 1959    | 1970    | 1979    | 1989    | 1992    | 1996    | 2002    | 2003    | 2005    |
| ------- | ------- | ------- | ------- | ------- | ------- | ------- | ------- | ------- | ------- |
| 13 400  | ↘11 672 | ↗24 311 | ↗27 942 | ↗32 851 | ↗38 000 | ↗38 600 | ↗39 982 | ↗40 000 | ↗43 300 |
| 2006    | 2007    | 2008    | 2009    | 2010    | 2011    | 2012    | 2013    | 2014    | 2015    |
| ↗46 100 | ↗47 500 | ↗48 700 | ↗50 628 | ↘49 070 | ↗49 100 | ↗51 363 | ↗52 744 | ↗54 248 | ↗55 783 |
| 2016    | 2017    | 2018    | 2019    | 2020    | 2021    | 2023    | 2024    |         |         |
| ↗57 358 | ↗58 588 | ↗59 954 | ↗61 221 | ↗62 702 | ↗63 449 | ↗64 811 | ↗65 698 |         |         |

На 1 января 2025 года по численности населения город находился на 251-м месте из 1124 городов Российской Федерации.
Национальный состав
По данным Всероссийской переписи населения 2010 года:
| Народ      | Численность, чел. | Доля от всего населения, % |
| ---------- | ----------------- | -------------------------- |
| чеченцы    | 47 309            | 96,41 %                    |
| русские    | 868               | 1,77 %                     |
| другие     | 733               | 1,49 %                     |
| не указано | 160               | 0,33 %                     |
| всего      | 49 070            | 100,00 %                   |

По итогам переписи населения 2020 года проживали следующие национальности (национальности менее 0,1 % и другое см. в сноске к строке «Другие»):
| Национальность | Численность, чел. | Доля     |
| -------------- | ----------------- | -------- |
| Чеченцы        | 61 829            | 97,45 %  |
| Русские        | 423               | 0,67 %   |
| Лезгины        | 233               | 0,37 %   |
| Табасараны     | 150               | 0,24 %   |
| Аварцы         | 142               | 0,22 %   |
| Азербайджанцы  | 129               | 0,20 %   |
| Кумыки         | 105               | 0,17 %   |
| Другие         | 438               | 0,68 %   |
| Итого          | 63 449            | 100,00 % |

## Транспорт
Действуют три маршрута городского автобуса, обслуживаемые ГУП «Чечавтотранс».

## СМИ
- Маршо (Свобода) — «Урус-Мартановская районная газета» на чеченском и русском языках. С 2021 года газета выходит и в электронном версии[55].

## Культура
Дворец культуры им. Умара Димаева.

## Торговля
Торговля в г. Урус — Мартан представлена частными магазинами по реализации хозтоваров, одежды, продуктов питания, многочисленными местами общепита, где преимущественно блюда приготавливают непосредственно перед подачей посетителям на стол. В воскресные дни на въезде в г. Урус — Мартан со стороны с. Алхан -Юрт работает крупнейший на Северном Кавказе автомобильный, продуктовый рынки, рынок по продаже сельскохозяйственных животных, а также «блошиный» рынок. Также широко представлена торговля ГСМ, реализуемых через многочисленные частные АЗС.

## Религия
Основной религиозной конфессией в городе, как и во всей Чечне, является ислам суннитского толка.
- Урус-Мартановская соборная мечеть имени Вахи Джамалханова[57].

## Достопримечательности

### Музей «Донди-Юрт»
Главной достопримечательностью города считается исторический музей под открытым небом, носящий имя «Донди-Юрт». Этнографический музей построен в 2000 году на личном подворье бывшим сотрудником МВД, заслуженным работником культуры Чеченской Республики Адамом Сатуевым. В музее «Донди-юрт» собрано большое количество предметов быта, принадлежавших предкам нынешних чеченцев, выстроен целый комплекс зданий и помещений, жилые и боевые башни, склепы, которые воссоздают картину старого аула. За создание частного музея «Донди-Юрт» Адаму Сатуеву вручена высокая награда — знак «Почётный гражданин Чеченской Республики».

### Музей «Серийн-Тогӏе»
Этнографический музей «Серийн-Тогӏе», открытый в 2018 году, отличается от известного «Донди-Юрт» тем, что является муниципальным объектом, он больше и разнообразнее, хотя целиком посвящен Урус-Мартановскому району: его селениям, жителям и местным мастерам. Уникальность музея ещё и в том, что его строения с высоты птичьего полета расположены точно так же, как 12 населённых пунктов района на географической карте. В каждом доме воссоздано внутреннее убранство жилища, наполненное предметами кухонной утвари и быта. Каждое сооружение представляет собой отдельный музей, так как каждое имеет свои неповторимые особенности и непохоже на остальные.

### Памятники, стелы
На въезде в город (со стороны Грозного) расположены две кирпичные башни с надписями «Урус-Мартан» на русском и чеченском языках, а также с портретами второго Президента Российской Федерации Владимира Путина и первого Президента Чеченской Республики — Ахмата Кадырова. Напротив здания отдела МВД России по Урус — Мартановскому району у перекрёстка улиц Ахмата Кадырова (ранее Каланчакская) и Нурдина Усамова (ранее Объездная) со стороны въезда из г. Грозного открыт мемориал в память о жителях Урус-Мартановского района, погибших в Великую Отечественную войну, а также погибших в борьбе с терроризмом. На территории отдела МВД России по Урус — Мартановского района открыт мемориал в память о сотрудниках органов внутренних дел, погибших на боевом посту.

## Тайпы
| тайпы города   |
| Название тайпа |
| Гендарганой    |
| Пешхой         |
| Беной          |
| Нихалой        |
| Чинхой         |
| Чунгарой       |
| Зумсой         |
| Жей            |
| Белгатой       |
| Билтой         |
| Пхамтой        |
| Цонтарой       |
| Терлой         |
| Гордалой       |
| Чантий         |
| Варандой       |
| Хой            |
| Келой          |
| Макажой        |
| Мулкой         |
| Хачарой        |
| Алларой        |
| Туркой         |
| Вашендарой     |
| Айткхаллой     |
| Багачарой      |

## Спорт
Футбол
- Стадион (домашняя арена футбольного клуба «Мартан»).
- Стадион на улице С.-Х. Яндарова (Каланчакской), слева от автотрассы в Мартан-чу.
- Школьные стадионы

Борьба (вольная)
- ДЮСШ в доме культуры

Бокс
- Клуб «Рамзан».

## Известные уроженцы
- Родившиеся в Урус-Мартане: